# Creedence Clearwater Revival (album)
Creedence Clearwater Revival is het debuutalbum uit 1968 van de Amerikaanse rockband Creedence Clearwater Revival.

## Achtergrond
De formatie trad al vanaf de vroege jaren '60 zonder veel succes op als The Golliwogs. Producer Saul Zaentz bood hen aan om een volledig album op te laten nemen onder zijn nieuwe label Fantasy Records onder de voorwaarde dat zij hun naam The Golliwogs, die een racistische ondertoon had, zouden veranderen. De band bedacht daarop de naam Creedence Clearwater Revival, wat ook de titel van hun eerste album zou worden.

## Muziek
Op dit album staan vijf originele nummers en drie covers. I put a spell on you is het bekendste nummer van de Amerikaanse muzikant Screamin’ Jay Hawkins en gecoverd door meer dan honderd verschillende artiesten, waaronder Marilyn Manson, Nina Simone, Them, Annie Lennox en The Animals. Suzie Q is oorspronkelijk van rockabilly muzikant Dale Hawkins, die het uitbracht in 1957. Later is het onder anderen gecoverd door de Rolling Stones, Tony Joe White en José Feliciano.  Ninety-Nine and a Half (Won't Do) is eerder opgenomen door soulzanger  Wilson Pickett en gecoverd door the Trammps. Porterville en Walk on the water zijn eerder op single uitgebracht door the Golliwogs. Op Gloomy en Walk on water zijn (met name in de solo’s) experimentele geluiden te horen die goed aansluiten bij de psychedelische muziek uit die jaren.

## Tracks

#### A-kant
1. "I Put a Spell on You" - (Screamin' Jay Hawkins) - 4:33
2. "The Working Man" -  (John Fogerty) -3:04
3. "Susie Q" - (Dale Hawkins, Eleanor Broadwater, Stanley Lewis) - 8:37

#### B-kant
1. "Ninety-Nine and a Half (Won't Do)" - (Steve Cropper, Eddie Floyd, Wilson Pickett) - 3:39
2. "Get Down Woman" – (John Fogerty) - 3:09
3. "Porterville" – (John Fogerty) - 2:24
4. "Gloomy" – (John Fogerty)3:51
5. "Walk on the Water" - John Fogerty, Tom Fogerty - 4:40

## Muzikanten
- John Fogerty - leadgitaar, piano, saxofoon, mondharmonica, zang
- Tom Fogerty - slaggitaar, (achtergrond)zang
- Stu Cook - basgitaar
- Doug Clifford - drums

## Ontvangsten
De site AllMusic heeft dit album gewaardeerd met vier sterren (maximaal vijf). De single Suzie Q behaalde #11 in de Billboard Hot 100 en I put a spell on you bereikte # 58. In Nederland kwam I put a spell on you pas in 1972 in de hitparade. De plaat behaalde toen een derde plaats. Creedence Clearwater Revival ontving een platina album (meer dan 1.000.000 exemplaren verkocht) voor dit album.